# Varypatádes
Varypatádes (Varypatades) är en ort i Grekland.   Den ligger i prefekturen Nomós Kerkýras och regionen Joniska öarna, i den västra delen av landet, 400 km nordväst om huvudstaden Aten. Varypatádes ligger 120 meter över havet och antalet invånare är 352. Den ligger på ön Korfu.
Terrängen runt Varypatádes är platt åt nordost, men söderut är den kuperad. Havet är nära Varypatádes åt sydväst.Runt Varypatádes är det ganska tätbefolkat, med 172 invånare per kvadratkilometer. Närmaste större samhälle är Korfu, 7,3 km nordost om Varypatádes. 